# San Pablo - Santa Justa
Pour les articles homonymes, voir San Pablo et Santa Justa.
San Pablo - Santa Justa est un des onze districts administratifs de la ville andalouse de Séville, en Espagne.
Il est situé au centre de la ville. Il est limité au nord par le district de Macarena et le district Nord, à l'est par le district Este-Alcosa-Torreblanca, au sud par les districts de Cerro-Amate et de Nervión et à l'ouest par le district Casco Antiguo. Sa population est de 66 600 habitants.

## Quartiers
Le district est formé de 12 quartiers :
- Arbol Gordo (1 250 habitants)
- Fontanal, María Auxiliadora, Carretera de Carmona (4 009 habitants)
- La Corza (1 074 habitants)
- Las Huertas (5 123 habitants)
- San Carlos, Tartessos (4 998 habitants)
- San José Obrero (10 838 habitants)
- Zodiaco (2 071 habitants)
- Huerta de Santa Teresa (6 705 habitants)
- San Pablo A et B (8 936 habitants)
- San Pablo C (4 883 habitants)
- San Pablo D et E (8 642 habitants)
- Santa Clara (8 071 habitants)